# Nuestra Señora de Loreto
Reducción de Nuestra Señora de Loreto (Vår fru av Loretos reduktion) var en av de många kristna missionsstationerna eller reduktioner som grundades på 1600-talet av Jesuiterna i Amerika under spanska koloniseringen av Amerika.
Missionsstationen i Loreto grundades 1610 och ligger i Candelaria i provinsen Misiones i Argentina. Ruinerna är övervuxna med vegetation och inte alls så välbevarade som de i San Ignacio Miní, också dessa i Misiones.
1984 blev Santa María de la Mayor en del av det nya världsarvet De jesuitiska missionsstationerna hos guaraniindianerna.